# Мошинское сельское поселение
Мошинское сельское поселение или муниципа́льное образова́ние «Мошинское» — упразднённоемуниципальное образование со статусом сельского поселения в Няндомском муниципальном районе Архангельской области.
Соответствовало административно-территориальным единицам в Няндомском районе — Мошинскому сельсовету, Лимскому сельсовету (с центром в деревне Наволок) и Воезерскому сельсовету (с центром в деревне Гридино).
Административным центром являлась деревня Макаровская.

## География
Мошинское сельское поселение находилось на юго-востоке Няндомского района, в бассейне реки Моша. Кроме Моши крупнейшими река поселения являлись: Большая Охтомица, Воезерка, Еглома, Еменьга, Игова, Икса, Илисига, Канакша, Кидига, Лим (Лимь), Нименьга, Перечная, Пилежма, Сийский, Сора, Шарьга, Шожма, Шолга. Крупнейшие озёра: Мошинское (Мошенское, Моше, Мошозеро), Матьзеро, Спасское (Воезеро), Шарьгозеро, Кошимское, Кошинское, Кускозеро, Вавкозеро, Пышозеро, Пышелохт, Гришинское, Зеленовское, Заболотное, Макарово, Суегрское. По территории поселения проходят автодороги общего пользования регионального значения «Шалакуша — Верала — Ступинская» и «Заозерный — Лимь (Новая) — Верала».
Поселение граничило с Няндомским городским поселением и Шалакушским сельским поселением.

## История
Муниципальное образование было образовано в 2004 году.
Воезерская, Ряговская и Фатьяновская волости входили в состав Каргопольского уезда Олонецкой губернии. 30 апреля 1919 года Каргопольский уезд был передан из Олонецкой губернии в Вологодскую губернию.
В 1954 году Ковкольский сельсовет был присоединён к Мошинскому с/с, Елгомский сельсовет — к Канакшанскому с/с, Шултусский сельсовет — к Андреевскому с/с. В 1963—1965 годах территория поселения входила в состав Коношского сельского района (Андреевский, Веральский, Воезерский, Лелемский, Лепшинский, Лимский, Мошинский и Шожемский сельсоветы).
Сельское поселение упразднено 1 июня 2022 года при преобразовании Няндомского муниципального района в муниципальный округ.

## Население
| 2005  | 2010  | 2011  | 2012  | 2013  | 2014  | 2015  |
| ----- | ----- | ----- | ----- | ----- | ----- | ----- |
| 2832  | ↘2249 | ↘2243 | ↘2158 | ↘2046 | ↘1972 | ↘1922 |
| 2016  | 2017  | 2018  | 2019  | 2020  | 2021  |       |
| ↘1830 | ↘1768 | ↘1712 | ↘1657 | ↘1625 | ↘1442 |       |

## Состав сельского поселения
В состав сельского поселения входило 105 населённых пунктов:
| №   | Населённый пункт    | Тип населённого пункта          | Население |
| --- | ------------------- | ------------------------------- | --------- |
| 1   | Абатурово           | деревня                         | ↗68       |
| 2   | Алексеевская        | деревня                         | ↘23       |
| 3   | Анташиха            | деревня                         | ↘5        |
| 4   | Большая Орьма       | деревня                         | ↗30       |
| 5   | Большое Матьзеро    | деревня                         | ↗1        |
| 6   | Большой Двор        | деревня                         | ↘9        |
| 7   | Большой Двор        | деревня                         | ↗68       |
| 8   | Бор                 | деревня                         | ↘9        |
| 9   | Боровская           | деревня                         | ↘3        |
| 10  | Бряшниха            | деревня                         | →13       |
| 11  | Будринская          | деревня                         | ↘3        |
| 12  | Васильевская        | деревня                         | →0        |
| 13  | Вахрамеиха          | деревня                         | ↘7        |
| 14  | Вельская            | деревня                         | →4        |
| 15  | Верховье            | деревня                         | →0        |
| 16  | Верхотина           | деревня                         | →0        |
| 17  | Волковская          | деревня                         | ↘4        |
| 18  | Гавриловская        | деревня                         | ↘6        |
| 19  | Гавриловская        | деревня                         | ↗8        |
| 20  | Гора                | деревня                         | ↘12       |
| 21  | Горевская           | деревня                         | →0        |
| 22  | Горка               | деревня                         | ↘6        |
| 23  | Горка               | деревня                         | ↘4        |
| 24  | Горка Грехнева      | деревня                         | ↗13       |
| 25  | Горка Дуплева       | деревня                         | →23       |
| 26  | Гридино             | деревня                         | ↘39       |
| 27  | Гришинская          | деревня                         | ↗13       |
| 28  | Грудиха             | деревня                         | ↘3        |
| 29  | Даниловская         | деревня                         | ↗4        |
| 30  | Дровневская         | деревня                         | ↘15       |
| 31  | Заболотье-1         | деревня                         | ↘5        |
| 32  | Заболотье-2         | деревня                         | ↘6        |
| 33  | Задняя              | деревня                         | ↘13       |
| 34  | Занаволок           | деревня                         | ↘17       |
| 35  | Заозерный           | посёлок                         | →473      |
| 36  | Зеленевская         | деревня                         | ↘16       |
| 37  | Ивановская          | деревня                         | ↘26       |
| 38  | Ивашково            | деревня                         | ↗6        |
| 39  | Икса                | деревня                         | ↘1        |
| 40  | Ильинский Остров    | деревня                         | →0        |
| 41  | Казаковская         | деревня                         | →0        |
| 42  | Кипровская          | деревня                         | ↗51       |
| 43  | Климовская          | деревня                         | ↘5        |
| 44  | Климушина           | деревня                         | ↘0        |
| 45  | Конинская           | деревня                         | →0        |
| 46  | Корехино            | деревня                         | ↘44       |
| 47  | Котовская           | деревня                         | ↗6        |
| 48  | Кривцы              | деревня                         | ↗2        |
| 49  | Кстово              | деревня                         | →2        |
| 50  | Кувшиниха           | деревня                         | ↘3        |
| 51  | Кулемиха            | деревня                         | ↗1        |
| 52  | Курниково           | деревня                         | ↘37       |
| 53  | Курья               | деревня                         | ↗31       |
| 54  | Лобановская-1       | деревня                         | →0        |
| 55  | Лобановская-2       | деревня                         | ↗6        |
| 56  | Логиновская         | деревня                         | ↘172      |
| 57  | Лупачиха            | деревня                         | →1        |
| 58  | Макаров Двор        | деревня                         | ↘3        |
| 59  | Макаровская         | деревня, административный центр | ↘67       |
| 60  | Малая Орьма         | деревня                         | →0        |
| 61  | Малое Матьзеро      | деревня                         | →0        |
| 62  | Мальшинская         | деревня                         | ↘7        |
| 63  | Манушкин Остров     | деревня                         | ↗1        |
| 64  | Мартевская          | деревня                         | →0        |
| 65  | Мартыновская        | деревня                         | →0        |
| 66  | Милехинская         | деревня                         | ↘4        |
| 67  | Монастырский Остров | деревня                         | →0        |
| 68  | Мостовая            | деревня                         | ↘5        |
| 69  | Наволок             | деревня                         | 79        |
| 70  | Нестеровская        | деревня                         | ↗1        |
| 71  | Низ                 | деревня                         | ↗58       |
| 72  | Низ                 | деревня                         | →3        |
| 73  | Низ                 | деревня                         | →10       |
| 74  | Никоновская         | деревня                         | ↘0        |
| 75  | Новая               | посёлок                         | ↗80       |
| 76  | Новая Икса          | лесной посёлок                  | →0        |
| 77  | Ореховская          | деревня                         | →7        |
| 78  | Ортевская           | деревня                         | ↘0        |
| 79  | Остров              | деревня                         | ↗25       |
| 80  | Охтома              | деревня                         | ↗11       |
| 81  | Пал                 | деревня                         | ↗4        |
| 82  | Пархиева            | деревня                         | ↘0        |
| 83  | Петариха            | деревня                         | ↘111      |
| 84  | Пигинская           | деревня                         | →0        |
| 85  | Погост              | деревня                         | ↗22       |
| 86  | Погост              | деревня                         | ↘0        |
| 87  | Подлесная           | деревня                         | ↗12       |
| 88  | Поздеиха            | деревня                         | ↘3        |
| 89  | Полинская           | деревня                         | ↘9        |
| 90  | Поповская           | деревня                         | ↘111      |
| 91  | Проково             | деревня                         | →0        |
| 92  | Пустарево           | деревня                         | ↘37       |
| 93  | Ручей               | деревня                         | ↗22       |
| 94  | Рябово-Матьзеро     | деревня                         | ↘2        |
| 95  | Село                | деревня                         | ↘25       |
| 96  | Суегра              | деревня                         | ↗4        |
| 97  | Тарасово            | деревня                         | ↘18       |
| 98  | Тухачиха            | деревня                         | ↗16       |
| 99  | Филипповская        | деревня                         | →1        |
| 100 | Фофаново            | деревня                         | →7        |
| 101 | Холопье             | деревня                         | ↘27       |
| 102 | Хомкино             | деревня                         | ↘8        |
| 103 | Шернинская          | деревня                         | ↘2        |
| 104 | Шолга               | деревня                         | ↗1        |
| 105 | Юдинская            | деревня                         | →2        |